# Chałupki (powiat przeworski)
Chałupki – wieś w Polsce położona w województwie podkarpackim, w powiecie przeworskim, w gminie Przeworsk.
W latach 1975–1998 miejscowość administracyjnie należała do województwa przemyskiego.

## Części wsi
| SIMC    | Nazwa            | Rodzaj     |
| ------- | ---------------- | ---------- |
| 0608960 | Budy Przeworskie | przysiółek |

## Historia wsi
W 1650 roku pastwisko miejskie koło ról gorliczyńskich zostało zamienione na role i na tym terenie powstała osada. W 1740 roku tereny te odpadły od miasta i przeszły pod władanie rodziny księcia Lubomirskiego. Miasto Przeworsk przez długi czas rościło sobie pretensje do rodziny Lubomirskich o to, że Chałupki i inne tereny zostały oddane w ich ręce niezgodnie z prawem. Dochodziło do długich sporów zatargów i procesów które ciągnęły się aż do 1900 roku.
Obszar Chałupek nie wrócił jednak do miasta. Pochodzenie nazwy wsi można tłumaczyć tym, że na łąkach i pastwiskach pastuchy wypasający trzodę budowali małe chałupki. Tak z luźno ustawionych chałup pomiędzy Rozborzem, Ujezną, Jagiełłą a Gorliczyną powstała osada zwana Chałupki.
Po wybudowaniu nowej szkoły, stary budynek zaadaptowano na kościół filialny pw. Miłosierdzia Bożego, który w grudniu 2006 roku został oddany do użytku. 15 kwietnia 2007 roku kościół został poświęcony przez abpa Józefa Michalika.

## Oświata
Początki szkolnictwa w Chałupkach według miejscowych źródeł są datowane na 1893 rok, gdy rozpoczęła się nauka po domach. W archiwalnych  Szematyzmach Galicji i Lodomerii, które podają wykaz szkół ludowych, wraz z nazwiskami ich nauczycieli, szkoła w Chałupkach jest wzmiankowana od 1912 roku. W 1912 roku: nieczynna; a w latach 1912–1914 nie było nauczyciela: posada nieobsadzona. W latach 1913–1916 zbudowano budynek szkolny, a w 1926 roku szkoła stała się 2-klasowa. Do 1923 roku nauczycielką była Maria Paziukowa, kolejną nauczycielką w latach 1923–1937 była Eugenia Tatomirowa.
W latach 1997–2005 zbudowano nowy budynek szkolny. Patronem szkoły jest św. Jan Paweł II.